# Östen Sjöstrand
Pour les articles homonymes, voir Sjöstrand.
Östen Sjöstrand, né le 16 juin 1925 à Göteborg, décédé le 13 mai 2006, est un poète et traducteur suédois, membre de l’Académie suédoise depuis 1975, rédacteur en chef du magazine culturel Artes (1975-1988).

## Biographie
Östen Sjöstrand fait ses débuts en 1949 avec le recueil Unio, dont l’étymon latin signifie « en union avec Dieu ». Cette œuvre, marquée par l'angoisse du temps, s'inscrit dans la rupture du Senmodernismen ou « modernisme tardif » avec la tendance plus matérialiste qui l'a précédé. En réalité, comme l'affirme un spécialiste de la période : 
« Dans les années 1950, la littérature suédoise semble entrer dans une période de réflexion et de refus. Si la conscience des problèmes sociaux forme encore la base de l'esthétique militante de poètes [...] ou de romanciers comme Sara Lidman (née en 1923), Stig Claesson (né en 1928), c'est un refus de l'idéologie qui se manifeste. [...] La tradition symboliste ou surréaliste nourrit l'inspiration d'une nouvelle école avec Tomas Tranströmer (né en 1931) ».
Si, en poésie, ce mouvement de rupture est surtout représenté par Lars Forssell et Tomas Tranströmer, prix Nobel de littérature en 2011, la conversion de Sjöstrand à la religion catholique en 1953, — en un pays où « le luthéranisme demeure solidement enraciné dans la vie courante, les usages, la culture », où « littérature et actes lui sont intimement associés » —, contribue à donner une direction nouvelle à son inspiration. Pour lui, il s'agit moins de refuser une idéologie imposée que d'embrasser une nouvelle forme de pensée et un nouvel éventail de symboles fondés sur une dogmatique originale et minoritaire volontairement adoptée. 
En 1975, il fonde la revue Artes dont il devient rédacteur en chef. Revue littéraire, artistique et musicale, Artes est soutenue par l'Académie royale de Musique, par l'Académie des arts et l'Académie suédoise qui ont collaboré à sa création. On lui reconnaît le sérieux, la profondeur analytique et un rôle culturel éminent sur le plan international, notamment dans les pays anglo-saxons. Éditée par Horace Engdahl, secrétaire perpétuel de l'Académie suédoise, elle disparaît en 2005 à cause de graves difficultés économiques.
Tout particulièrement inspiré par la poésie française, en collaboration avec Gunnar Ekelöf Östen Sjöstrand a publié une Berömda Franska berättare, (Anthologie des prosateurs français célèbres). En compagnie du poète chilien Sergio Badilla Castillo il écrit sur la littérature latino-américaine. Il est aussi traducteur de poésie en langue suédoise, comme le sont la plupart des poètes suédois, souvent linguistes hors pair.
Sjöstrand a également écrit quelques opéras mis en musique par Sven-Erik Bäck, dont le livret de Gästabudet en 1962, ainsi que le livret de Vid havets yttersta gräns dont la première a été donnée en septembre 1976 à l'occasion de l'inauguration de la nouvelle salle Berwald sous la direction de Herbert Blomstedt.
Il a obtenu de grandes distinctions : en 1963, alors marié à Ella Hillbäck (sv), il reçoit le prix de littérature Aftonbladet (sv), décerné chaque année depuis 1957 à des poètes suédois. En 1967, il est lauréat du prix Bellman. Puis, en 1975, Östen Sjöstrand succède au fauteuil de Pär Lagerkvist dont il a fait l'éloge dans son discours d'entrée à l'Académie suédoise. Jesper Svenbro lui a succédé au fauteuil 8. En 1978, il obtient le grand prix ou Litteraturfrämjandets stora pris.

## Poétique d'Östen Sjöstrand[13]
Avec celles de Majken Johansson (en), de Bo Setterlind (sv), de Birgitta Trotzig et de Tomas Tranströmer, la poésie d'Östen Sjöstrand se développe autour d'une métaphysique de la Création avec pour point d'orgue l'énigme du créé. Cependant, si les écrits d'Östen Sjöstrand sont puisés dans la pensée mystique chrétienne, il ne manque jamais de distinguer poésie et mystère. Pour lui, le mysticisme s'accompagne d'abandon et de silence, seules voies capables de nous élever à la Transcendance ; la poésie, elle, doit être un moyen d'expression efficace, précis et intelligible. Dans ces conditions, le poète dirige son lecteur avec douceur mais ténacité. Poète empreint de gravité, il a toujours refusé d'être considéré comme le plus ésotérique des poètes suédois. Il devient guide par l'usage de mots appropriés sans doute trop peu signifiants, trop peu forts pour décrire l'indicible. Imprégné de thomisme, l'essentiel pour lui est dans l'aide, le secours, l'accompagnement et l'engagement.

## Éloge d'Östen Sjöstrand par son successeurJesper Svenbro

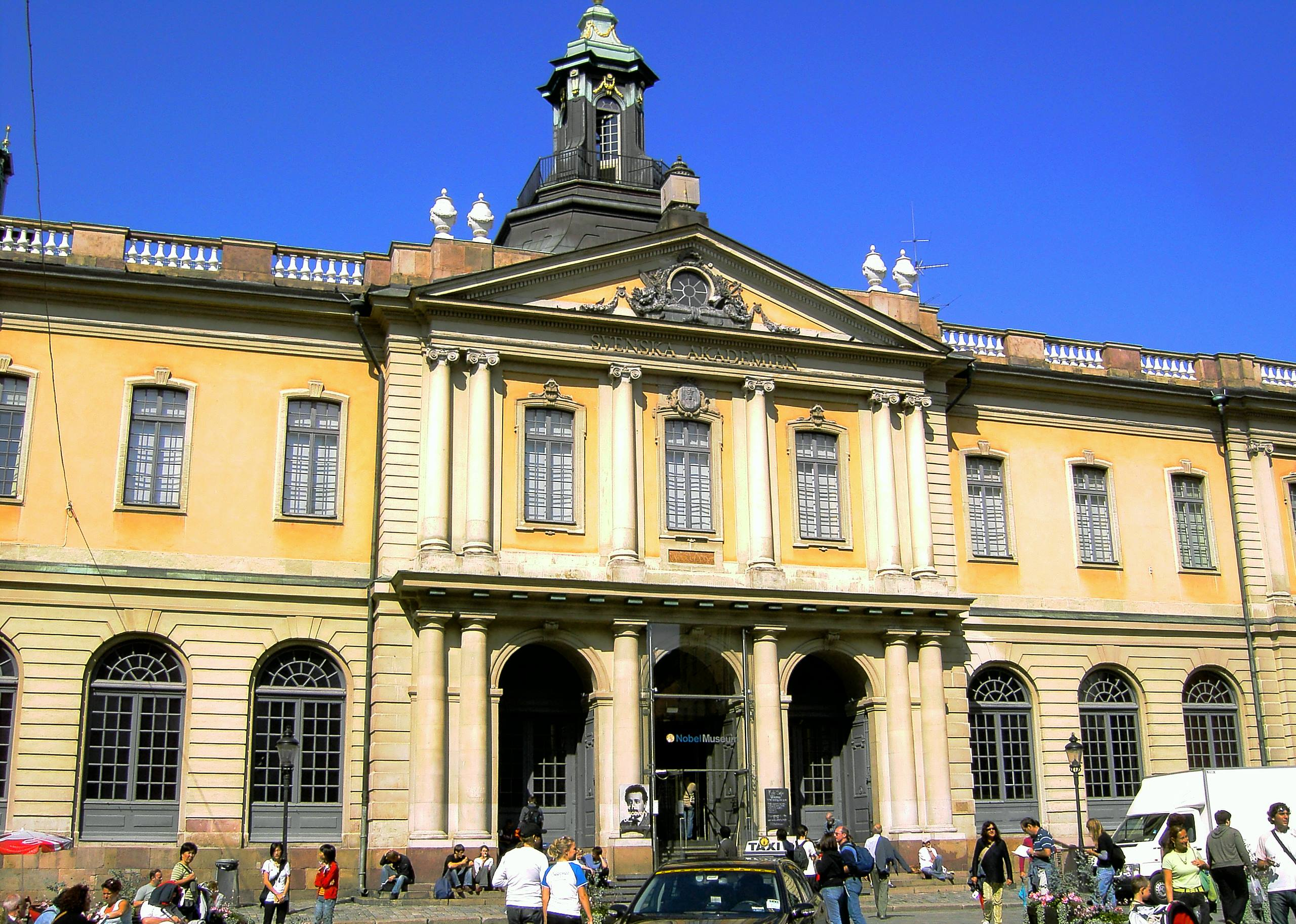
L'Académie royale de Suède en 2006.

Carl Otto Werkelid, auteur du sommaire de ce discours de réception commence par rappeler l'importance de l'apport lyrique d'Östen Sjöstrand à la poésie suédoise contemporaine. Puis il retrace les temps forts de l'éloge du poète prononcé par son successeur lors de sa réception à l'Académie suédoise. 
Jesper Svenbro débute par l'évocation des liens qui unissent Östen Sjöstrand à Paris. Chercheur comme lui au CNRS, il se demande pourquoi cette capitale au « cœur rugissant », décrite dans le poème Route dès 1953 est devenue l'objet de son « immense vénération ». Pour l'Académicien, Östen Sjöstrand considérait la France comme une anti-Suède dont il s'est éloigné pour échapper à la claustrophobie due à la rigueur du climat et aussi à l'ostracisme dont le fit souffrir une patrie rationaliste opposée à son catholicisme. Sjöstrand pendant 25 des 50 dernières années du siècle adopta Paris pour devenir, par lui-même, un érudit achevé. Outre Mauriac, Bernanos, Camus et Céline, il s'imprégna des poètes catholiques comme Pierre Jean Jouve et Pierre Emmanuel qui imprimèrent fortement son esprit. Mais c'est surtout la découverte de Paul Valéry — et la musique de Debussy — qui s'est avérée cruciale dans le parcours lyrique de Sjöstrand.
Sjöstrand se met en quête de l'idéal de Valéry. Nourri de sciences environnementales pendant ses études secondaires, Svenbro rappelle que dans ses recueils figurent des textes sur les fossiles, sur les mouvements planétaires, sur les météores et sur les baleines. En fait, selon Sjöstrand, il n'est pas de vraie culture sans consentement personnel, loin des carcans institutionnels :
« Bildning är inte bokstavsvärld
inte boklig förhävelse
Bildning är att andas fritt »
Hemlöshet och hem, 1958.
Comme Valéry, Sjöstrand a longtemps hésité entre deux cultures : les sciences naturelles et les sciences humaines. Soucieux d'écologie, il a posé l'exigence d'une responsabilité à la fois personnelle, sociale et universelle vis-à-vis du Tiers monde. Dans son poème « Chaque atome contient l'activité terrestre tout entière », il adopte une posture volontariste qui ressemble à un défi que Svenbro traduit par « la rencontre des deux cultures, la situation écologique, la pauvreté dans les pays sous-développés, la construction d'une société nouvelle ». Et il ajoute : « Sa poésie devient ainsi le condensé de son christianisme dans lequel s'enracine son optimisme. L'humaniste Sjöstrand fait ici l'apologie des poètes autodidactes, suédois ou non, issus des classes populaires et qui lancèrent le Sunmodernism : Erik Asklund (sv), Artur Lundkvist et Gustav Sandgren (sv), tous venus du monde paysan ou ouvrier, comme plus tard Tomas Tranströmer. Tous, poètes et savants, restent socialement et politiquement engagés, l'engagement social faisant partie intégrante de leur univers littéraire. »
Est-ce pour cette raison que, nommé au fauteuil 8 de l'Académie, Östen Sjöstrand a eu tant de mal à s’accoutumer aux travaux académiques ? Toujours est-il, rappelle Jesper Svenbro, que le nouvel élu de 1975, tout comme Lars Gyllensten, pourtant secrétaire perpétuel, se mit volontairement à l'écart, notamment à partir de « la ligne Rushdie de 1989 ».

### L’œuvre d'Östen Sjöstrand
est assez peu connue en France. Très peu de titres ont été traduits en français. Les transcriptions françaises des titres suédois ne présentent donc pas un caractère officiel. Lorsque la référence ISBN nous est connue, nous la fournissons. Sinon, nous utilisons le classement fourni par la Bibliothèque nationale de Suède sous la forme : [référence LIBRIS-ID : 1427344].   
- Unio 1949 (En union[27]).
- Invigelse 1950 (Initiation[28]).
- Återvändo 1953 (Le revenant[29]).
- Ande och verklighet 1954 (Esprit et réalité[30]).
- Dikter mellan midnatt och gryning 1954 (Poèmes entre minuit et l'aube[31]).
- Främmande mörker, främmande ljus 1955 (Ombres et lumières d'ailleurs[32]).
- Dikter 1949-1955, 1958 (Poésie 1949-1955[33]).
- Hemlöshet och hem 1958 (Au dehors et au dedans[34]).
- Världen skapas varje dag 1960 (Le Monde est créé chaque jour[35]).
- De gåtfulla hindren och andra dikter 1961 (Mystérieux obstacles et autres poèmes[36]).
- En vinter i Norden 1963 (Hiver en Scandinavie[37]).
- I vattumannens tecken 1967 (Le Signe du verseau), Sous le signe du verseau, traduit en français par Carl Gustaf Bjurström, préfacé par Pierre Emmanuel, éd. P. Belfond, 1984,  (ISBN 978-2-7144-1675-9)[38].
- Ensamma stjärnor, en gemensam horisont 1970 (Étoile solitaire, un horizon commun[39]).
- Drömmen är ingen fasad 1971 (Le rêve n'est pas de façade[40]).
- Fantasins nödvändighet : synvinklar och ståndpunkter 1971 (Nécessaires images : Positions et perspectives[41]).
- Pär Lagerkvist 1975 (Pär Lagerkvist)  (ISBN 91-1-753291-4)[42].
- Strömöverföring 1977 (Transmission de force)  (ISBN 91-0-040387-3)[43].
- Dikter 1981 (Poésie)  (ISBN 91-0-045181-9)[44].
- Strax ovanför vattenlinjen 1984 (Juste au-dessus de la ligne de flottaison)  (ISBN 91-0-046178-4)[45].
- På återvägen från Jasna Góra 1987 (Le chemin du retour de Jasna Góra)  (ISBN 91-0-047084-8)[46].
- Sprickorna i stenen 1994 (Des fissures dans la pierre  (ISBN 91-0-055595-9)[47].
- Alphabet en flammes, Traduit du suédois par Malou Höjer, Alain Bosquet, Marc de Gouvenain, éd. P. Belfond, 1992,  (ISBN 978-2-7144-2790-8)[48].

### En collaboration
Östen Sjöstrand a aussi été le rédacteur en chef de la Revue multilingue Artes
- Stockholm, Norstedt, 1975-1976 (1975, un seul volume)
- Stockholm, Forum, 1977-1991 (bimestriel de 1977 à 1988, puis trimestriel)
- Stockholm, Natur och kultur, Nature et culture, 1991-2005  (ISSN 0345-0015).

### En anthologie

#### Collective

##### En français
- La Nouvelle Revue Française, N° spécial 482 sur les « Écrivains suédois », mars 1993, 72 pages[50].
- Jean-Clarence Lambert, Anthologie de la poésie suédoise. Des stèles runiques à nos jours, Edition 2000, Somogy (éditions D'art), 3 octobre 2000, 398 pages,  (ISBN 2-85056-406-0).

##### En anglais
- Spirit vol. 39, n° 2, « Five Swedish Poets », 1972, 84 pages[51].

#### Individuelle
- Toward the solitary star : selected poetry and prose of Osten Sjostrand, Provo, Utah,  Center for the Study of Christian Values in Literature, College of Humanities, Brigham Young University, 1988, 441 pages  (ISBN 0-939555-02-6)[52].

### Ouvrages sur Östen Sjöstrand
- Staffan Bergsten, Östen Sjöstrand, New York, Twayne Publisher, 1974, 174 pages[53].
- Paul Åström, Östen Sjöstrand och antiken, (Östen Sjöstrand et l'Antiquité), Åström,cop., Göteborg, 1995.  (ISBN 91-7081-093-1)